# Ibragim Khamrakulov
Ibragim Khamrakulov (nacido en 1982 en Uzbekistán) es un Gran Maestro Internacional de ajedrez uzbeko ahora nacionalizado español.
En la lista de abril de 2008 de la FIDE, Ibragim tenía un ELO de 2603 puntos, ocupando la cuarta posición entre los españoles. Khamrakulov también ocupa la tercera posición de la clasificación de la Federación Española. En 2006 recibió el título de Gran Maestro.
Khamrakulov tiene un estilo muy agresivo que a veces se asemeja al de Alexei Shirov. En su repertorio de aperturas se encuentran la Apertura escocesa, la Defensa siciliana o la Defensa Grünfeld.

## Campeonatos de España
En 2007 quedó tercero en el Campeonato de España de ajedrez, en semifinales fue eliminado por Josep Manuel López Martínez y en el match por el tercer y cuarto puesto venció a Pablo San Segundo.
Ibragim Khamrakulov es miembro del equipo Cuna de Dragones de Mérida y ha participado en el campeonato de España de 2007, quedando subcampeón por equipos, haciendo 4/7 (+4 =0 -3).

## Competiciones oficiales internacionales
En 1998 se proclamó campeón del mundo sub-16 y campeón asiático juvenil.
Participó representando a España en el Campeonato de Europa de ajedrez por equipos de 2007 en Heraclión, España terminó en la 11.ª posición e Ibragim hizo 3/6 (+1 =4 -1), y en las Olimpíadas de ajedrez de 2008 en Dresde, España terminó en la 10.ª posición e Ibragim hizo 2'5/6 (+2 =1 -3).

## Torneos internacionales
En septiembre de 2005 vence el Open Internacional Villa de Marchena (Sevilla) con 8/9. 
En junio de 2006 quedó 5º-13º en el VII Memorial Narciso Yepes en Lorca (Murcia) consiguiendo su tercera y definitiva norma de Gran Maestro.
En octubre de 2006 venció el I Memorial de Ajedrez Javier Carpintero en Évora (Portugal) con 5/5.
En diciembre de 2006 venció el XII Torneo Internacional de Navalmoral de la Mata (Cáceres) empatado con Alon Greenfeld, Atanas Kolev y Elizbar Ubilava. 
En marzo de 2007 venció el VI Torneo Ciudad del Vino en Almendralejo (Badajoz) con 6.5/7 por delante de Manuel Pérez Candelario. 
En abril de 2007 venció el Torneo Internacional de La Roda (Albacete) con 7.5/9 empatado con Dragan Paunovic (Serbia) y el Open Villa de Benidorm (Alicante) con 8/10 empatado con Boris Chatalbashev (Bulgaria). 
En mayo de 2007 venció el Open Internacional Vila de Salou (Tarragona) con 7.5/9 por delante de Sergey Fedorchuk.
En enero de 2008 , quedó 2º en el XXXIII Abierto Internacional "Ciudad de Sevilla", España , el ganador fue el armenio Karen Movsziszian con 7,5 puntos ,por delante de un grupo de 8 jugadores que lograron 7 puntos.

En agosto de 2012, quedó 3.º en el XII Open Internacional Villa de Gijón (el ganador fue el GM cubano Lelys Martínez).